# Conus skinneri
Espèce
Conus skinneri est une espèce de mollusques gastéropodes marins de la famille des Conidae.
Comme toutes les espèces du genre Conus, ces escargots sont prédateurs et venimeux. Ils sont capables de « piquer » les humains et doivent donc être manipulés avec précaution, voire pas du tout.

## Taxonomie

### Publication originale
L'espèce Conus skinneri a été décrite pour la première fois en 1982 par le malacologiste américain António José da Motta (d) dans « Publicações Ocasionais da Sociedade Portuguesa de Malacologia. »,.

### Synonymes
- Conus (Eugeniconus) skinneri da Motta, 1982 · appellation alternative
- Conus nobilis skinneri da Motta, 1982 · non accepté
- Eugeniconus nobilis skinneri (da Motta, 1982) · non accepté